# سیکورسکی ایکس ۲
سیکورسکی ایکس ۲ (به انگلیسی: Sikorsky X2) یک هواگرد ساختِ کارخانهٔ سیکورسکی در کشور ایالات متحده آمریکا است. این هواگرد برای نخستین بار در ۲۷ اوت ۲۰۰۸ میلادی مورد استفاده قرار گرفت.